# Emmerik van Druten

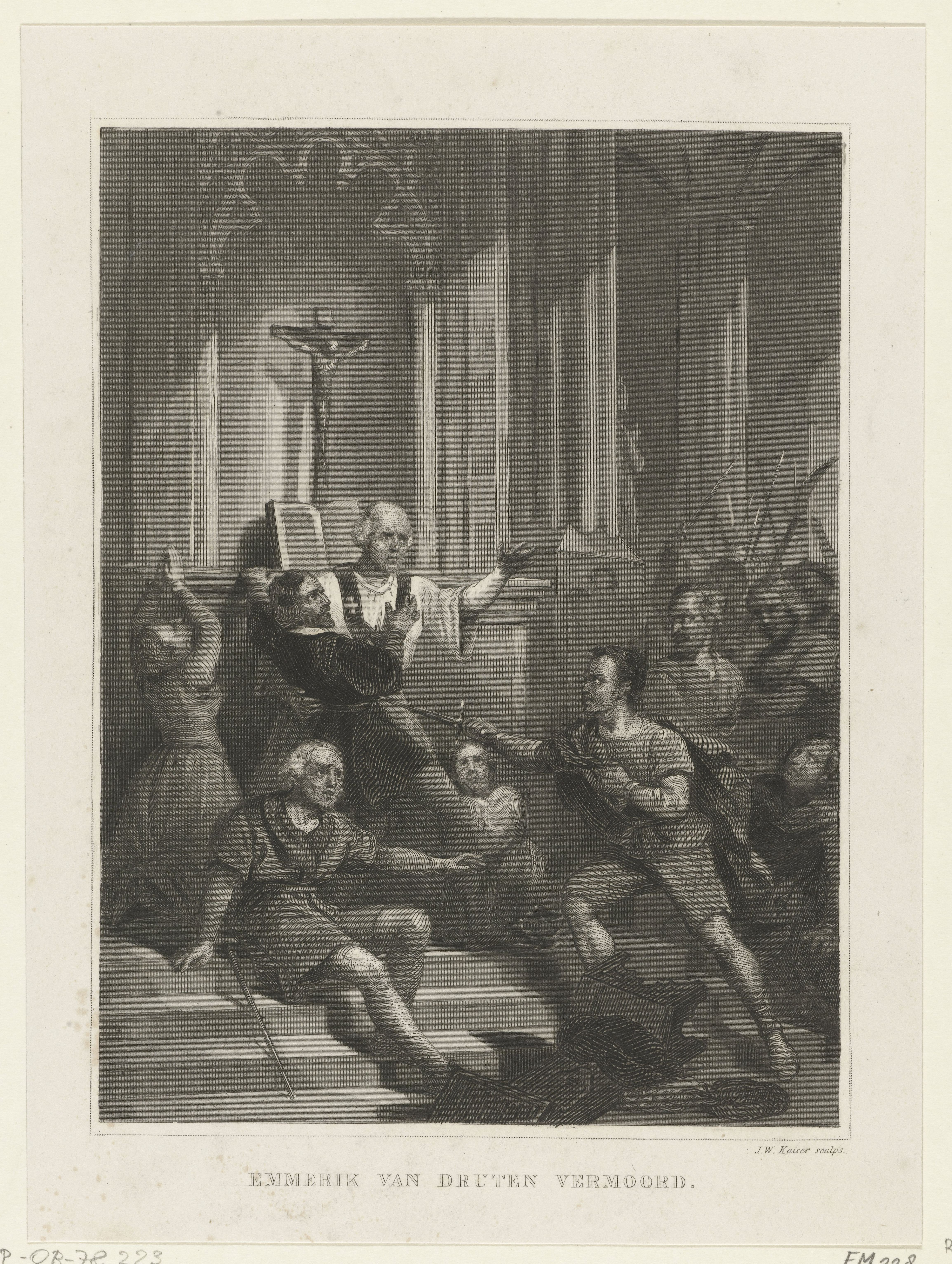
De moord op Emmerik van Druten, illustratie door J.W. Kaiser.

Emmerik van Druten (ook wel "Heijmeric" genoemd, overleden Pinksteren 1354) was een Gelderse edelman en Heer van Leeuwen. Hij stierf als martelaar tijdens de Gelderse Broedertwisten (1350-1361).

## Levensloop
Hij was een zoon van Arnold van Druten en broer van Willem van Druten. Hij wordt met zijn broer vermeld in Gelderse aktes in 1319 en 1321. Vanaf 1325 kregen ze grondbezit in Leeuwen, een dorp gelegen vijf kilometer ten westen van Druten in het Land van Maas en Waal. Ze maakten echter geen aanspraak op rechten aldaar, omdat ze neven waren van de rechtmatige heer van Druten. Ze kochten grond in Leeuwen om een kasteel te stichten en zo de scheepvaart op de Maas te bewaken.
In 1350 brak de Gelderse Broederstrijd uit. De gebroeders Van Druten moesten partij kiezen, in de eerste maanden kozen ze voor Reinoud III van Gelre, maar deze ging zo tekeer in de stad Tiel in augustus 1350 met brandstichting en het ombrengen van mensen, dat ze halverwege dat jaar de zijde van Eduard van Gelre verkozen. In het voorjaar van 1354 veroverde Reinoud III de stad Tiel opnieuw op zijn broer Eduard. Hij zon op wraak naar de heren van Druten. Na deze daad van ontrouw was Reinoud in woede ontstoken en met zijn volgers de Waal overgestoken en een aantal weerstand biedende heerlijkheden veroverd in het Land van Maas en Waal, maar het lukte hem niet om het sterke kasteel van Leeuwen te veroveren. De Hertog zon daarom op een list.
Op pinksterdag 1354 ging Emmerik met zijn broer Willem naar de kerkdienst in Leeuwen, maar Willem verstuikte of verstapte daarbij zijn enkel en keerde weer huiswaarts. Emmerik ging wel door naar de dienst. Eenmaal binnen, werd hij aangevallen door krijgsmannen van Reinoud III van Gelre. Emmerik vluchtte naar het altaar, waar de priester hem opving. Hij kon hier echter niet meer ontkomen aan zijn belagers en werd dodelijk neergestoken door lansen en messen.
In de 18e en 19e eeuw ging het verhaal rond Emmeriks dood door mondelinge vertellingen een eigen leven leiden. Historicus Muller deed ook een duit in het zakje: de krankzinnig geworden Willem V van Holland zou achter de aanslag zitten. Mogelijk was er sprake van verwarring met de moord op Gerrit van de Wateringe in hetzelfde jaar. Tegenwoordig wordt echter aangenomen dat Emmerik in de kerk van het dorp Leeuwen is vermoord, en dat de moord niet werd gepleegd door graaf Willem V, maar door aanhangers van hertog Reinald III van Gelre. Kunstenaar en prentenmaker Johann Wilhelm Kaiser maakte een historische-illustratie op basis van de bevindingen van Muller en J.P. Arend, die in laatstgenoemde werk "Algemeene geschiedenis des vaderlands, Amsterdam, in 1842" verscheen.